# Franz Meier
Franz Meier (né le 16 septembre 1956) est un athlète suisse, spécialiste du 400 m haies.
Son meilleur temps est de 49 s 42 sur le Letzigrund de Zurich le 22 août 1984. Il est finaliste lors des Jeux olympiques de 1980.